# Peugeot Type 14, 15 e 25
Le Peugeot Type 14, 15 e 25 sono tre modelli di autovettura prodotte tra il 1896 ed il 1901 dalla casa automobilistica francese Peugeot.

## Profilo
Erano tre modelli di quella che allora era considerata la fascia media di quel genere di lusso che allora era l'automobile. Erano caratterizzate da finiture migliori di quelle dei modelli di fascia bassa e in alcuni casi anche da miglior abitabilità.
La prima tra queste vetture ad entrare in produzione è stata la Type 14 del 1896, che fu tra l'altro la prima vettura prodotta dalla Peugeot ufficialmente registrata come Casa automobilistica. Oltre a ciò, fu anche la prima Peugeot a montare un motore prodotto in proprio e non più, come avvenuto fino a quel momento, un motore di origine Daimler. La Type 14, con i suoi 2.3 m di lunghezza, era la più piccola tra le prime Peugeot di fascia media (fascia media sempre intesa secondo i parametri di allora) e montava una carrozzeria aperta. Fu prodotta fino al 1898 in 18 esemplari.
Ma già dal 1897 fu introdotta la Type 15, che dapprima affiancò e successivamente sostituì la Type 14. Questa vettura era equipaggiata da un bicilindrico della cilindrata di 2423 cm³ che poteva spingere la vettura ad una velocità massima di 35 km/h. Tale motore fu uno dei primi ad essere prodotto dalla Peugeot stessa. La Type 15 fu venduta in 87 esemplari fino al 1901. Tra i clienti che acquistarono una Type 15 vi furono anche i futuri fondatori della prestigiosa Rolls-Royce.
Durante la produzione della Type 15, e precisamente nel 1898, fu introdotto un altro modello, la Type 25, prodotta solo in quell'anno in appena due esemplari. Delle tre vetture era la più grossa, con i suoi 2.8 metri di lunghezza, ed anche la più spaziosa, grazie al suo passo di 1.9 metri. Era equipaggiata anch'essa da un bicilindrico e, rispetto alle altre due vetture, era caratterizzata da una carrozzeria di tipo coupé de ville e dal fatto di essere a tre posti, uno anteriore per il conducente e due posteriori per gli altri occupanti.